# Maurizio Bortolotti
Maurizio Bortolotti (Brescia, 7 luglio 1961) è un critico d'arte e curatore italiano.
È professore e membro del comitato scientifico del Dipartimento di Arti Visive presso la NABA a Milano. Collabora con importanti riviste d'arte contemporanea come Domus. Cura numerose mostre presso varie istituzioni. È l'autore di Il Critico come Curatore (2003). Nel 2010 è stato Commissario Europeo per la prima edizione di Art Gwangju , in Corea del Sud.

## Opere
- Maurizio Bortolotti, Il Critico come Curatore, Milano, Silvana Editoriale, 2003. ISBN 8882155455

## Mostre
- : Yona Friedman. Un progetto per il MART. Rovereto Ottobre 2006. MART.
- [collegamento interrotto]: Platform Paradise. Ein Hawd, Israele 2008. Foundation for Achieving Seamless Territory (FAST).
- : Unidentified Modern City. Brescia 2010. Galleria Massimo Minini.
- : Rirkrit Tiravanija. Rirkrit Tiravanija untitled 2012 (a study for Karl's perfect day) or (the incomparable Karl Holmqvist). Venezia 2012. Zuecca Project Space.
- : Ai Weiwei: Disposition. Venezia 2013. Zuecca Project Space.